# Дьяченко, Максим Фёдорович

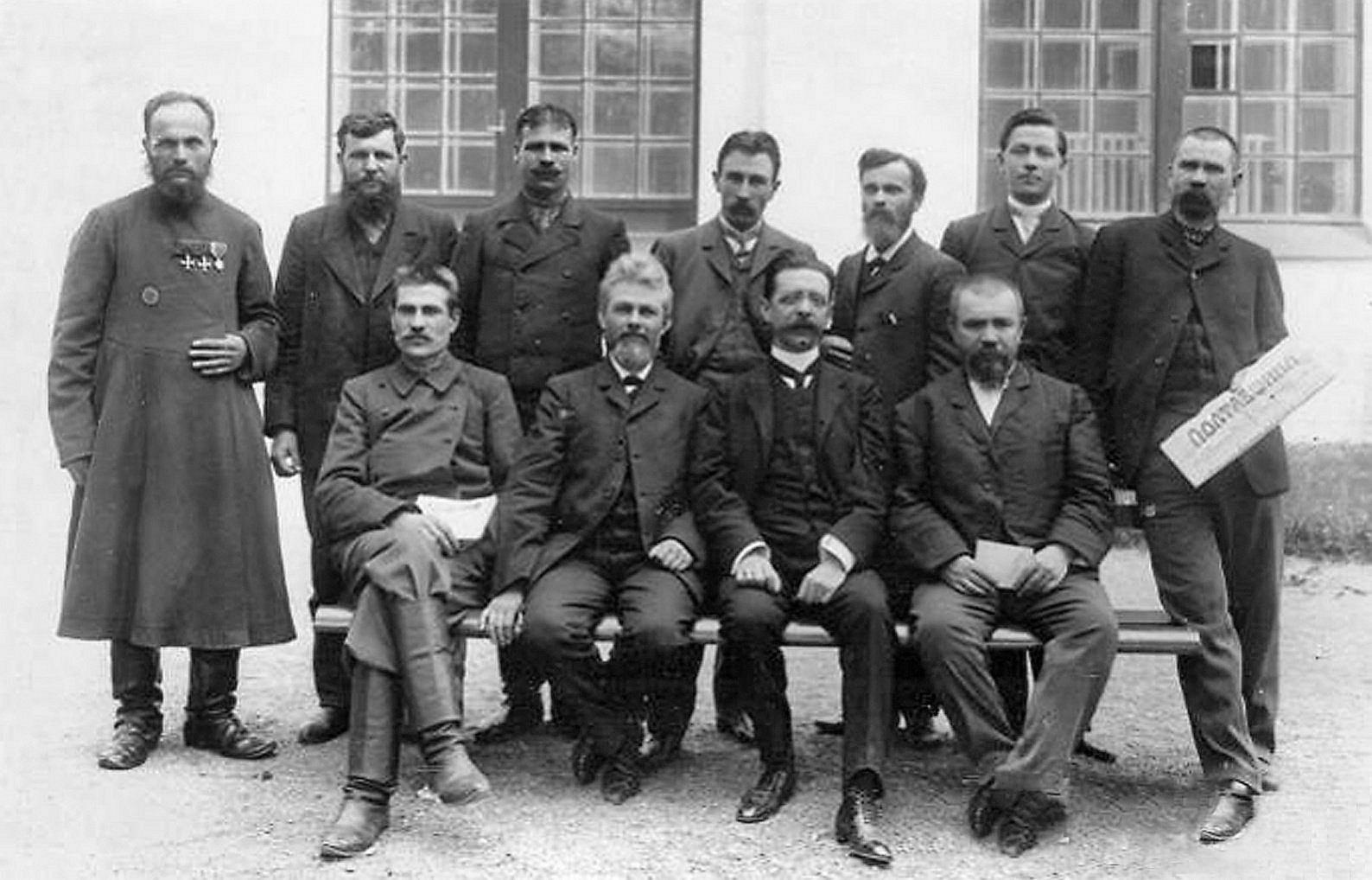
Члены государственной Думы Первого созыва от Полтавской губернии, М. Ф. Дьяченко — второй слева во втором ряду. Первый ряд — Ф. И. Дубовик, И. Н. Присецкий, Г. Б. Иоллос, Я. К. Имшенецкий. Второй ряд — И. П. Кириленко, М. Ф. Дьяченко, Н. С. Онацкий, В. М. Шемет, П. И. Чижевский, А. Е. Тесля, Н. В. Жигель

Максим Фёдорович Дьяченко (1871 — ?) — крестьянин, депутат Государственной думы I созыва от Полтавской губернии.
Русский, православного вероисповедания, крестьянин села Ивановское Роменского уезда Полтавской губернии. 5 лет состоял на военной службе, дослужился до звания старшего унтер-офицера. В 1899—1904 десятник при горных работах на Маньчжурской железной дороге в Маньчжурии. Вернувшись в родное село, занялся земледелием на наделе 1/2 десятины, арендовал землю, нанимался на сельскохозяйственные работы.
26 марта 1906 избран в Государственную Думу I созыва от общего состава выборщиков Полтавского губернского избирательного собрания. Подписал 19 заявлений о депутатских запросах правительства. Входил в Трудовую группу.
10 июля 1906 года в г. Выборге подписал «Выборгское воззвание». На следствии по делу о «Выборгском воззвании» Дьяченко сказал, «что он подписал воззвание, не читая, так как ему кто-то сказал, что воззвание уже подписал бывший член Думы граф Гейден, которого он поддерживал в Думе, оставаясь сам беспартийным». Находился под судом по обвинению по ст. 129, ч. 1, п. п. 51 и 3 Уголовного Уложения. Но 18 декабря 1907 года вместе с А. А. Ахтямовым особым присутствием Санкт-петербургской судебной палаты был оправдан за недоказанностью предъявленного ему обвинения.
Дальнейшая судьба и дата смерти неизвестны.